# Дуке, Джефферсон
Джефферсон Андрес Дуке Монтойя (исп. Jefferson Andrés Duque Montoya; 17 мая 1987, Медельин, Колумбия) — колумбийский футболист, нападающий клуба «Атлетико Насьональ».

## Клубная карьера
Дуке начал профессиональную карьеру в клубе «Атлетико», но так и не дебютировал за команду. В 2006 году он перешёл в «Депортиво Перейра», в составе которого дебютировал в Кубке Мустанга. Первые сезоны Джефферсон часто выходил на поле, но затем проиграл конкуренцию и был переведён в «дубль». В 2011 году Дуке перешёл в «Леонес Ураба». 27 марта в матче против «Кортулуа» он дебютировал за новую команду. 10 сентября в поединке против «Форталеса Сипакира» Джефферсон забил свой первый гол за «Леонес Ураба». Два сезона подряд Дуке становился лучшим бомбардиром второго дивизиона Колумбии.
Летом 2012 года он перешёл в «Атлетико Насьональ». Сумма трансфера составила 850 тыс. долларов. 12 августа в матче против «Бояка Чико» Джефферсон дебютировал за новый клуб. 26 августа в поединке против «Депортес Толима» он сделал «дубль», забив свои первые голы за «Атлетико Насьональ». С командой Дуке четыре раза выиграл чемпионат и дважды завоевал Кубок Колумбии. В 2015 году он стал лучшим бомбардиром национального первенства.
В начале 2016 года Джефферсон перешёл в мексиканский «Атлас». 7 февраля в матче против «Пуэблы» он дебютировал в мексиканской Примере. 13 февраля в поединке против «Толуки» Дуке забил свой первый гол за «Атлас». В начале 2017 года он на правах аренды вернулся на родину в «Депортиво Кали».

## Достижения
Командные
 «Атлетико Насьональ»
- Чемпионат Колумбии по футболу — Апертура 2013
- Чемпионат Колумбии по футболу — Финалисасьон 2013
- Чемпионат Колумбии по футболу — Апертура 2014
- Чемпионат Колумбии по футболу — Финалисасьон 2015
- Обладатель Кубка Колумбии — 2012
- Обладатель Кубка Колумбии — 2013

Индивидуальные
- Лучший бомбардир колумбийской Серии B (11 голов) — 2011
- Лучший бомбардир колумбийской Серии B (20 голов) — 2012
- Лучший бомбардир Кубка Мустанга (15 голов) — Финалисасьон 2015